# Ягодне (Асінівський район)
Я́годне (рос. Ягодное) — село у складі Асінівського району Томської області, Росія. Адміністративний центр Ягодного сільського поселення.

## Населення
Населення — 753 особи (2010; 759 у 2002).
Національний склад (станом на 2002 рік):
- росіяни — 89 %